# Покровська вулиця (Мелітополь)
Покро́вська вулиця — вулиця в центрі міста Мелітополь.
До 1929 року нинішня Покровська вулиця складалася з двох окремих вулиць: Федоровської (вперше згадується 14 лютого 1897) і Ковальської (згадується у квітні 1890).
9 травня 1901 року міською управою було укладено договір із інженером Хлобощиним про влаштування центральної електричної станції. Для цього було надано ділянку 60 кв. сажнів на Ковальській вулиці біля рибного базару.
25 жовтня 1921 Федоровська вулиця була перейменована на честь А. В. Луначарського (1875-1933), першого наркома освіти СРСР. Натомість Ковальська вулиця стала Пролетарською.
17 червня 1929 року вулиця Луначарського була продовжена за рахунок перейменування Пролетарської вулиці.
18 серпня 1966 року у вулицю Луначарського було також включено провулок Фрунзе (біля Мелькрупзаводу). Пізніше частина вулиці перетворилась у промислову забудову, внаслідок чого нині вона складається із двох незв'язаних між собою ділянок.
У 2016 році вулицю Луначарського, згідно із законом про декомунізацію, перейменували на Покровську.
7 квітня 2023 року, під час Російського вторгнення в Україну, російська окупаційна влада Мелітополя видала наказ про повернення вулиці імені Луначарського.
Перша ділянка починається від вулиці Дмитра Донцова, перетинає вулиці Старогородську, Олександра Невського, Михайла Грушевського, Гетьмана Сагайдачного, Чернишевського, проспект Богдана Хмельницького та закінчується за перехрестям із Волинським провулком.
Друга ділянка Покровської вулиці відокремлена від першої відстанню 900 метрів. Він починається від вулиці Воїнів-Інтернаціоналістів, перетинає вулицю Олександра Чигріна і закінчується перехрестям з непарною стороною Лінійної вулиці.